# Ilex brevicuspis
Ilex brevicuspis är en järneksväxtart som beskrevs av Reiss. Ilex brevicuspis ingår i släktet järnekar, och familjen järneksväxter. Inga underarter finns listade i Catalogue of Life.